# Wonder Boy
Cet article concerne la série de jeux vidéo. Pour le jeu vidéo, voir Wonder Boy (jeu vidéo).
 (avril 2020).
Si vous disposez d'ouvrages ou d'articles de référence ou si vous connaissez des sites web de qualité traitant du thème abordé ici, merci de compléter l'article en donnant les références utiles à sa vérifiabilité et en les liant à la section « Notes et références ».
Wonder Boy est une série de jeux vidéo dont le premier volet est le jeu Wonder Boy sorti en 1986. Les trois premiers épisodes sont initialement sortis sur borne d'arcade.

## SérieWonder Boy/Monster World

### Série principale
- 1986 - Wonder Boy - aussi connu sous le nom Super Wonder Boy
- 1987 - Wonder Boy in Monster Land - aussi connu sous le nom de Super Wonder Boy in Monster World - 1er épisode de la série Monster World
- 1988 - Wonder Boy III: Monster Lair - adapté sur consoles sous le nom Wonder Boy III in Monster Lair - n'est pas considéré comme un épisode de la série Monster World
- 1989 - Wonder Boy III: The Dragon's Trap - Monster World II: Dragon no Wana au Japon
- 1991 - Wonder Boy in Monster World - Wonder Boy V: Monster World III au Japon
- 1994 - Monster World IV
- 2018 - Monster Boy et le Royaume maudit : successeur spirituel de la série

### Autres jeux
- 2016 - Wonder Boy Returns : remake de Wonder Boy
- 2017 - Wonder Boy: The Dragon's Trap : remake de Wonder Boy III: The Dragon's Trap développé par Lizardcube
- 2021 - Wonder Boy: Asha in Monster World : remake de Monster World IV

## Hudson Soft
En 1987, Hudson et NEC lancent la PC Engine dans le but de concurrencer la Famicom de Nintendo, ils ont besoin de gros titres pour espérer aller chercher Nintendo et c'est ainsi qu'ils font porter Wonder Boy in Monster Land sur la jeune console mais ils opèrent un changement en remplaçant les personnages du jeu par les personnages de Bikkuriman, un phénomène japonais de stickers offerts avec des gaufrettes. Le jeu participa grandement aux très bonnes ventes de la console et la marque refera son apparition comme notamment pour le jeu de lancement du support CD.